# Cissoide
Uma cissoide é uma curva gerada pela soma dos raios vetores das curvas anteriores.
Sejam C1 e C2 duas curvas definidas pelas seguintes equações em coordenadas polares:
{\displaystyle \rho =\rho _{1}(\theta )\,} y {\displaystyle \rho =\rho _{2}(\theta )\,}
Então, C1 e C2 geram as três cissoides de equações:
{\displaystyle \rho =\rho _{1}(\theta )+\rho _{2}(\theta )\,}
{\displaystyle \rho =\rho _{1}(\theta )-\rho _{2}(\theta )\,}
{\displaystyle \rho ={\frac {\rho _{1}(\theta )+\rho _{2}(\theta )}{2}}\,}